# Ibrahim Cissoko
Ibrahim Cissoko (Nimega, 26 marzo 2003) è un calciatore olandese, attaccante del Bolton, in prestito dal Tolosa.

## Carriera

### Club
Cresciuto nel settore giovanile del N.E.C., ha esordito in prima squadra il 29 aprile 2022, disputando l'incontro di Eredivisie perso per 1-0 contro l'Utrecht, subentrando all'82' a Souffian El Karouani. L'8 maggio successivo ha anche realizzato la sua prima rete fra i professionisti, siglando la rete del definitivo 1-0 contro il Go Ahead Eagles.
Ad inizio stagione 2023-2024 si è trasferito al Tolosa per 3 milioni di euro. Ha debuttato il 5 novembre 2023, nella partita casalinga di campionato persa per 1-2 contro il Le Havre, subentrando all'83'. Il 14 dicembre 2023 gioca la sua prima partita europea, titolare nello scontro in trasferta per la fase a gironi di Europa League, contro gli austriaci del LASK, vinto per 2-1.
Il 9 luglio 2024 passa in prestito al Plymouth.
Il 1° febbraio 2025 passa in prestito allo Sheffield Wednesday.
Il 14 agosto 2025 passa in prestito al Bolton.

### Nazionale
Ha giocato nella nazionale olandese Under-21.

## Statistiche

### Presenze e reti nei club
Statistiche aggiornate al 7 luglio 2024.
| Stagione        | Squadra         | Campionato      | Campionato | Campionato | Coppe nazionali | Coppe nazionali | Coppe nazionali | Coppe continentali | Coppe continentali | Coppe continentali | Altre coppe | Altre coppe | Altre coppe | Totale | Totale |
| Stagione        | Squadra         | Comp            | Pres       | Reti       | Comp            | Pres            | Reti            | Comp               | Pres               | Reti               | Comp        | Pres        | Reti        | Pres   | Reti   |
| --------------- | --------------- | --------------- | ---------- | ---------- | --------------- | --------------- | --------------- | ------------------ | ------------------ | ------------------ | ----------- | ----------- | ----------- | ------ | ------ |
| 2021-2022       | N.E.C.          | ED              | 4          | 1          | CO              | 0               | 0               |                    | -                  | -                  |             | -           | -           | 4      | 1      |
| 2022-2023       | N.E.C.          | ED              | 26         | 2          | CO              | 2               | 0               |                    | -                  | -                  |             | -           | -           | 28     | 2      |
| Totale N.E.C.   | Totale N.E.C.   | Totale N.E.C.   | 30         | 3          |                 | 2               | 0               |                    | -                  | -                  |             | -           | -           | 32     | 3      |
| 2023-2024       | Tolosa          | L1              | 11         | 1          | CF              | 2               | 0               | UEL                | 1                  | 0                  | SF          | 1           | 0           | 15     | 1      |
| Totale carriera | Totale carriera | Totale carriera | 41         | 4          |                 | 4               | 0               |                    | 1                  | 0                  |             | 1           | 0           | 47     | 4      |

### Cronologia presenze e reti in nazionale
| Cronologia completa delle presenze e delle reti in nazionale ― Paesi Bassi under 21 | Cronologia completa delle presenze e delle reti in nazionale ― Paesi Bassi under 21 | Cronologia completa delle presenze e delle reti in nazionale ― Paesi Bassi under 21 | Cronologia completa delle presenze e delle reti in nazionale ― Paesi Bassi under 21 | Cronologia completa delle presenze e delle reti in nazionale ― Paesi Bassi under 21 | Cronologia completa delle presenze e delle reti in nazionale ― Paesi Bassi under 21 | Cronologia completa delle presenze e delle reti in nazionale ― Paesi Bassi under 21 | Cronologia completa delle presenze e delle reti in nazionale ― Paesi Bassi under 21 |
| Data                                                                                | Città                                                                               | In casa                                                                             | Risultato                                                                           | Ospiti                                                                              | Competizione                                                                        | Reti                                                                                | Note                                                                                |
| ----------------------------------------------------------------------------------- | ----------------------------------------------------------------------------------- | ----------------------------------------------------------------------------------- | ----------------------------------------------------------------------------------- | ----------------------------------------------------------------------------------- | ----------------------------------------------------------------------------------- | ----------------------------------------------------------------------------------- | ----------------------------------------------------------------------------------- |
| 21-3-2024                                                                           | Nimega                                                                              | Paesi Bassi under 21                                                                | 1 – 2                                                                               | Norvegia under 21                                                                   | Amichevole                                                                          | -                                                                                   | 62’                                                                                 |
| 25-3-2024                                                                           | Chișinău                                                                            | Moldavia under 21                                                                   | 0 – 3                                                                               | Paesi Bassi under 21                                                                | Qual. Europeo Under-21 2021                                                         | -                                                                                   | 82’                                                                                 |
| Totale                                                                              |                                                                                     | Presenze                                                                            | 2                                                                                   |                                                                                     | Reti                                                                                | 0                                                                                   |                                                                                     |